# (1205) Эбелла
(1205) Эбелла (лат. Ebella) — небольшой астероид внешней части главного пояса, который был обнаружен 6 октября 1931 года немецким астрономом Карлом Вильгельмом Рейнмутом, работавшим в Гейдельбергской обсерватории. Был назван в честь немецкого астронома Карла Вильгельма Эбелла.
Период обращения астероида вокруг Солнца составляет 4,036 года.